# 페이데이: 더 하이스트
《페이데이: 더 하이스트》는 오버킬 소프트웨어에서 개발한 1인칭 슈팅 게임(FPS)이다. 이 게임은 무장을 하고 가면을 쓴 강도 4인방 달라스,울프,혹스턴,체인스가 은행을 급습해 돈을 훔친다는 내용의 게임이다. 페이데이는 싱글 플레이도 지원하며 동시에 멀티 플레이(코옵)또한 지원한다.
시스템은 기본적으로 다른 FPS들과 비슷하다,당신은 강도이며 "경찰들의 습격"때마다 경찰들이 드릴,톱등의 여러 가지 오브젝트들을 고장내지 못하게 막는 게임이다. 하지만 조금 다른 시스템이 존재한다,바로 물품들과 4인 플레이,PVP는 지원하지 않는단 점이다.또한 실내전 위주의 전투가 벌어지는 이 게임 특성상 샷건이나 기관총,돌격 소총은 있지만 정확한 스나이핑 플레이는 어렵고 (M308이라는 소총이 어느정도 스나이핑 플레이를 가능하게 만들어주지만 사실상 거의 불가능하다.) 또 인질들을 죽이면 안된다.

## 같이 보기
- 페이데이 2